# Théorème de Pompeiu

Cas où le point P est à l'extérieur du cercle circonscrit.

Cas où le point P est sur le cercle circonscrit.

Le théorème de Pompeiu est un résultat de géométrie plane, découvert par le mathématicien roumain Dimitrie Pompeiu. Le théorème est simple, mais pas classique. Il s'énonce comme suit:
Étant donné un triangle équilatéral ABC dans le plan et un point P dans le plan du triangle ABC, les longueurs PA, PB et PC forment les côtés d'un triangle (éventuellement dégénéré).

Preuve du théorème de Pompéi avec le triangle de Pompéi

La preuve est simple. On considère une rotation de 60° autour du point B , de sorte que A se projette sur C ; P est alors sur un point P '. Alors {\textstyle PB\ =\ P'B}, et {\textstyle \angle PBP'\ =\ 60^{\circ }}. D'où le triangle PBP ' est équilatéral et {\textstyle PP'\ =\ PB}. Alors {\textstyle PA\ =\ P'C}. Ainsi, le triangle PCP ' a des côtés égaux à PA, PB et PC et la preuve par construction est complète (voir dessin),.
Des investigations plus approfondies montrent que si P n'est pas à l'intérieur du triangle, mais plutôt sur le cercle circonscrit, alors PA, PB, PC forment un triangle dégénéré, le plus grand étant égal à la somme des autres, cette observation est également connue sous le nom de théorème de Van Schooten.
Généralement, par le point P et les longueurs aux sommets du triangle équilatéral — PA, PB et PC deux triangles équilatéraux (le plus grand et le plus petit) de côtés {\displaystyle a_{1}} et {\displaystyle a_{2}} sont définis tels que :
{\displaystyle a_{1,2}^{2}={\frac {1}{2}}\left(PA^{2}+PB^{2}+PC^{2}\pm 4{\sqrt {3}}\triangle _{(PA,PB,PC)}\right)}
Le symbole △ désigne l'aire du triangle dont les côtés ont des longueurs PA, PB, PC.
Pompéi a publié le théorème en 1936, mais August Ferdinand Möbius avait déjà publié un théorème plus général sur quatre points du plan euclidien en 1852. Dans cet article, Möbius a également dérivé explicitement l'énoncé du théorème de Pompéi comme un cas particulier de son théorème plus général. Pour cette raison, le théorème est également connu sous le nom de théorème de Möbius-Pompeiu.

## Remarques
- (en) Cet article est partiellement ou en totalité issu de l’article de Wikipédia en anglais intitulé « Pompeiu's theorem » (voir la liste des auteurs).

1. 1 2 3  (en) Jozsef Sandor, « On the Geometry of Equilateral Triangles », Forum Geometricorum, vol. 5,‎ 2005, p. 107–117 (lire en ligne)
2. ↑  (en) Á. Bényi et Ioan Caşu, « Pompeiu’s Theorem Revisited », The College Mathematics Journal, vol. 40, no 4,‎ 2009, p. 252–258 (DOI 10.1080/07468342.2009.11922372)
3. ↑  (en) Mamuka Meskhishvili, « Two Non-Congruent Regular Polygons Having Vertices at the Same Distances from the Point », International Journal of Geometry, vol. 12,‎ 2023, pp. 35–45 (lire en ligne)
4. ↑  (en) D. Mitrinović, J. Pečarić et V. Volenec, « History, Variations and Generalizations of the Möbius-Neuberg theorem and the Möbius-Ponpeiu », Bulletin Mathématique De La Société Des Sciences Mathématiques De La République Socialiste De Roumanie, vol. 31, no 1,‎ 1987, pp. 25–38 (JSTOR 43681294)